# هیمانشو رای
هیمانشو رای (انگلیسی: Himanshu Rai; ۱۸۹۲ – ۱۶ مهٔ ۱۹۴۰) بازیگر، تهیه‌کننده، کارگردان فیلم و از پیشگامان سینمای هند بود
از فیلم‌ها یا برنامه‌های تلویزیونی که وی در آن نقش داشته‌است می‌توان به شیراز اشاره کرد.